# Henrique Capriles Radonski
Henrique Capriles Radonski (ur. 11 lipca 1972 w Caracas) – wenezuelski polityk, przewodniczący Izby Deputowanych w latach 1999–2000, burmistrz Baruty w latach 2000–2008, gubernator stanu Miranda w latach 2008–2017. Kandydat w wyborach prezydenckich w 2012 oraz 2013 roku.

## Młodość i edukacja
Henrique Capriles Radonski urodził się w 1972 w Caracas. Urodził się w rodzinie o korzeniach rosyjsko-polsko-holenderskich. Jego pradziadek od strony matki był rosyjskim Żydem, który po I wojnie światowej osiedlił się w Polsce. Dziadek, z wykształcenia inżynier, w II Rzeczypospolitej pracował w branży dystrybucji filmów i pokazów filmowych. W czasie II wojny światowej zaangażował się w działalność polskiego podziemia, dzięki czemu udało się mu wydostać żonę z warszawskiego getta. Po wojnie wyjechał do Wenezueli, gdzie w 1947 otworzył pierwsze kino, które stało się podstawą dla późniejszej całej sieci kin i firmy „Circuito Radonski”. W Wenezueli urodziła się jego matka, Mónica Cristina Radonski Bochenek. Ojciec, Henrique Capriles García, wywodził się z rodziny o holenderskich korzeniach, będącej właścicielem konsorcjum „Cadena Capriles”, działającego w branży medialnej i nieruchomości.
Dzięki dobrej sytuacji materialnej rodziny, Capriles Radonski podjął naukę w renomowanych szkołach. W 1994 ukończył studia prawnicze na Universidad Católica Andrés Bello w Caracas. Już wcześniej w czasie studiów, od 1992 do 1993, pracował w administracji publicznej, w Wenezuelskim Inspektoracie Nadzoru Podatkowego (SENIAT). W 1997 specjalizował się w zakresie prawa gospodarczego na Universidad Católica Andrés Bell. Ukończył także specjalistyczne kursy z dziedziny prawa podatkowego na Columbia University w Nowym Jorku, w Centro Interamericano de Administradores Tributarios w Viterbo oraz w Międzynarodowej Akademii Podatkowej w Amsterdamie. W tym czasie pracował jako adwokat w kilku kancelariach prawnych („Nevett y Mezquita” „Abogados”, „luego en Hoet”, „Pelaez”, „Castillo y Duque”).

## Kariera polityczna
W działalność polityczną zaangażował się pod koniec lat 90. Początkowo, w latach 1995–1998, był doradcą prawnym swego kuzyna i deputowanego do Kongresu Republiki, Armando Caprilesa, zasiadającego w Komisji Energii i Górnictwa. 6 grudnia 1998 wziął udział w wyborach do Izby Deputowanych (niższej izby Kongresu Republiki) z ramienia chadeckiej Partii Społeczno-Chrześcijańskiej (COPEI). Uzyskał mandat w okręgu Maracaibo, który objął 23 stycznia 1999. Sprawował go do 23 marca 2000, kiedy Kongres Republiki został rozwiązany. W tym czasie pełnił równocześnie funkcję przewodniczącego izby. Po dojściu do władzy prezydenta Hugo Cháveza przyjęta została nowa konstytucja, w oparciu o którą przeprowadzone zostały wybory do Zgromadzenia Narodowego, nowego jednoizbowego parlamentu.
W lipcu 2000 Capriles Radonski został wybrany na stanowisko burmistrza Baruty, reprezentując partię Najpierw Sprawiedliwość (Primero Justicia, PJ). W wyborach uzyskał 62,7% głosów poparcia. W wyborach w październiku 2004 uzyskał reelekcję, zdobywając 78,8% głosów.
W 2002 został oskarżony o kierowanie i udział w oblężeniu kubańskiej ambasady w Barucie, w czasie gdy był jej burmistrzem, przez przeciwników Chaveza w czasie nieudanego zamachu stanu. Zaprzeczył stawianym mu zarzutom, oświadczając, że podejmował działania na rzecz zakończenia demonstracji. W maju 2004 został jednak aresztowany. W areszcie przebywał do września 2004, a ostatecznie został oczyszczony z zarzutów.
24 listopada 2008 został wybrany na urząd gubernatora stanu Miranda, drugiego pod względem ludności stanu Wenezueli. W wyborach zdobył 53,11% głosów i pokonał byłego wiceprezydenta Diosdado Cabello (46,10% głosów), co stanowiło wizerunkową porażkę dla obozu rządzącego i prezydenta Cháveza. Wraz z wyborem na stanowisko gubernatora ponad 2-milionowego stanu wyrósł na jednego z głównych liderów opozycji.
Na początku maja 2011 ogłosił zamiar udziału w prawyborach organizowanych przez Koalicję Zjednoczenia Demokratycznego (Mesa de la Unidad Democrática, MUD), zrzeszającą wszystkie największe partie opozycyjne. 2 listopada 2011 oficjalnie zgłosił swoją kandydaturę. Przed prawyborami, zaplanowanymi na 12 lutego 2012, pozostawał liderem sondaży. 24 stycznia 2012 poparcia udzielił mu Leopoldo López, jeden z głównych liderów opozycji. Zwycięzca prawyborów miał zmierzyć się w wyborach prezydenckich z prezydentem Hugo Chávezem, cieszącym się według sondaży wyborczych ponad 50-procentowym poparciem społecznym. W prawyborach z 12 lutego 2012, w których uczestniczyć mógł każdy dorosły obywatel, zajął pierwsze miejsce, zdobywając 64,2% głosów i pokonując gubernatora stanu Zulia, Pablo Péreza Álvareza, który uzyskał 30,3% głosów. W czerwcu 2012 zrezygnował ze stanowiska gubernatora.
W czasie kampanii wyborczej krytykował politykę prezydenta Chaveza i jego program rewolucji boliwariańskiej. Opowiadał się za zrównoważonym modelem rozwoju kraju, łączącym politykę socjalną z rozwojem gospodarki i przyciąganiem nowych inwestycji, wzorując się na byłym prezydencie Brazylii, Luli da Silvie. W wyborach prezydenckich zorganizowanych 7 października 2012 uzyskał 44,13% głosów, przegrywając z prezydentem Hugo Chavezem, który zdobył 55,25% głosów. Zaakceptował wyniki głosowania, podkreślając że niemal połowa wyborców zakomunikowała swój sprzeciw wobec polityki prezydenta.
14 kwietnia 2013 roku odbyły się przyspieszone wybory prezydenckie związane ze śmiercią Chaveza 5 marca. Głównym kontrkandydatem Radonskiego był wiceprezydent za rządów Chaveza oraz p.o. prezydenta Nicolas Maduro. Po przeliczeniu głosów, 15 kwietnia komisja wyborcza poinformowała, że Radonski zdobył 49,07% głosów i nieznacznie przegrał z Maduro.